# 贝苏德
贝苏德（義大利語：Bessude），是意大利萨萨里省的一个市镇。总面积26.84平方公里，人口446人，人口密度16.6人/平方公里（2009年）。ISTAT代码为090010。